# Корабли викингов (фильм)
«Корабли викингов» (англ. The Long Ships) — англо-югославский приключенческий фильм 1963 года, снятый по роману «Рыжий Орм» шведского писателя Франца Бенгтссона. В английском переводе роман имеет название «Длинные ладьи» (The Long Ships).

## Сюжет
Фильм о приключениях викингов, своеобразное продолжение фильма «Викинги», снятого в 1958 году, оператором которого был Джек Кардифф.
Храбрый скандинавский викинг Рольф узнаёт от мавританского принца Аль-Мансура легенду, рассказанную египетской рабыней, о том, что в дальних землях есть огромный золотой колокол, который все называют «мать всех голосов». Принц Аль-Мансур хочет обладать этим чудом и готов заплатить за него сколь угодно большую цену. Рольф отправляется на поиски чудо-колокола в дальние страны вместе со своим братом Ормом на большом корабле, полном воинов.
Множество приключений и опасностей встречают викинги на своём пути, в результате они находят колокол, замурованный в купол башни на одном из скалистых островов. Колокол доставляют в город Аль-Мансура, но город уже захватили викинги вместе с их королём, приплывшим в поисках своей дочери.

## В ролях
- Ричард Уидмарк — Рольф
- Сидни Пуатье — Принц Аль-Мансур
- Расс Тэмблин — Орм
- Розанна Скьяффино — Амина
- Оскар Хомолка — Крок
- Эдвард Джадд — Свен
- Лайонел Джеффрис — Азиз
- Беба Лончар — Герда
- Клиффард Эванс — Король Дании Харальд
- Генри Оскар — Аукционер
- Гордон Джексон — Валин
- Поль Стассино — Расчильд
- Колин Блэйкли — Рикка
- Джейн Моди — Илва
- Дэвид Лодж — Олла